# Полифем (животно)
Полифемите (Polyphemus pediculus) са вид хрилоноги от семейство Polyphemidae.
Таксонът е описан за пръв път от Карл Линей през 1761 година.